# Кадрич, Риалда
Риалда Кадрич (серб. Риалда Кадрић, 14 июня 1963, Белград — 25 января 2021, Афины) — югославская актриса, звезда югославского кинематографа.

## Биография
О своём происхождении говорила, что её дедушка был русским, мать сербкой, а отец мусульманином.
Дебют в кинематографе состоялся, когда Риалде было 14 лет. Популярность пришла в 1979 году, после выхода на экраны фильма «Пришло время любить».
В 17-летнем возрасте решила прекратить съёмки в кино. Полученные гонорары потратила потратила на образование, уроки игры на пианино и английский язык. Окончила Белградский и Шеффилдский (Великобритания) университеты, специализировалась на филологии и психотерапии. В 1986 году переехала в Лондон, где изучала английский язык. В начале 1990-х годов уехала в США, работала репортером BBC и сербской редакции радиостанции «Голос Америки», освещала события югославской жизни. В связи с обострением ситуации в Югославии в неё не вернулась. 
16 января 1991 года Риалда потеряла мать, скончавшуюся на улице Белграда.
Жила в Великобритании, занималась научной работой в области психоанализа, вела врачебную практику с индивидуальными пациентами и давала консультации по вопросам послеродовой депрессии, психологической зависимости, личностных расстройств и повышенной тревожности.
За свою кинокарьеру снялась в 16 картинах. Планировала принять участие в сиквеле сериала «Безумные годы», но её внезапная смерть помешала этому.

## Фильмография
- 1988 «Тайна монастырской ракии» | The Secret Ingredient | Tajna manastirske rakije
- 1986 «Вторая Жикина династия» | Druga Zikina dinastija
- 1985 «Жикина династия» | Zikina dinastija
- 1984 «Что происходит, когда любовь приходит» | Sta se zgodi kad se ljubav rodi
- 1983 «Как придёт, так и уйдёт» | Idi mi, dodji mi
- 1983 «Какой дед, такой и внук» | Kakav deda takav unuk
- 1981 «Люби, люби, но не теряй головы» | Ljubi, ljubi, al glavu ne gubi
- 1977 «Пришло время любить» | Foolish Years | Lude godine — Мария
- 1977 «Домашняя терапия» | Kućna terapija